# Diaporthe linearis
Diaporthe linearis är en svampart som tillhör divisionen sporsäcksvampar, och som först beskrevs av Christian Gottfried Daniel Nees von Esenbeck och Fr., och fick sitt nu gällande namn av Theodor Rudolph Joseph Nitschke. Diaporthe linearis ingår i släktet Diaporthe, och familjen Diaporthaceae. Arten är reproducerande i Sverige.